# マージー (モニター)
|          |                                                           |
| 艦歴     |                                                           |
| 発注     |                                                           |
| 起工     | 1912年8月24日                                             |
| 進水     | 1913年9月30日                                             |
| 就役     |                                                           |
| 退役     |                                                           |
| その後   | 1921年にスクラップとして売却                              |
| 除籍     |                                                           |
| 性能諸元 |                                                           |
| 排水量   | 1,260トン                                                 |
| 全長     | 266.75 ft (81.3 m)                                        |
| 全幅     | 49 ft (14.9 m)                                            |
| 吃水     | 5.6 ft (1.7 m)                                            |
| 機関     |                                                           |
| 最大速   | 12ノット (22.2 km/h)                                      |
| 乗員     | 140名                                                     |
| 兵装     | 6インチ砲2門 4.7インチ砲2門 3ポンド砲4門 3インチ対空砲1門 |

マージー (HMS Mersey) はイギリス海軍のモニター。ハンバー級。ハンバー級はブラジル海軍向けに3隻が建造されアマゾン川用モニターをイギリス海軍が購入したもので、「マージー」の元の艦名は「マデイラ (Madeira)」。
「マデイラ」はアマゾン川水系の河川、「マージー」はイギリスの河川から取られた艦名である。

## 艦歴
バロウのヴィッカース・サン＆マキシム社で建造。1912年8月24日起工。1913年9月30日進水。1914年2月竣工。
完成するころには天然ゴム価格の暴落によりブラジルは支払い不能となっており、3隻のモニターは売りに出された。それを第一次世界大戦の始まる直前にイギリス海軍が購入し、1914年8月8日に就役させた。
3隻はドーヴァー哨戒隊に配備された。10月11日、3隻はオステンドからの撤退を支援。10月後半3隻のモニターはベルギー沿岸で敵軍を攻撃したが、11月にはモニターの仕事はなくなり撤収した。
「マージー」と「セヴァーン」では砲身が摩耗した6インチ砲が砲塔ごと撤去され、別の6インチ砲単装2基が搭載された。
1915年3月、3隻はマルタへ移動。ムドロスへ向かう予定であったが、遅れが生じてマルタにとどまっている間に「セヴァーン」と「マージー」はルフィジ川三角州に潜むドイツ巡洋艦「ケーニヒスベルク」攻撃のため東アフリカへと派遣されることになった。
2隻のモニターは4月28日に曳航されてマルタを出発し、スエズ運河経由で6月3日にルフィジ川デルタの沖に浮かぶマフィア島に到着した。7月6日、2隻のモニターは多数の小型艦艇を伴ってデルタ内へと入っていった。途中川岸に潜むドイツ軍から攻撃を受け、小艦艇に被害が生じたがモニターには損害は無く、河口と「ケーニヒスベルク」のほぼ中間の位置で砲撃を開始した。最初は着弾観測に当たる航空機との連絡がうまく取れず、モニターの砲撃は不正確なものとなった。一方ドイツ側の砲撃は正確であり、「マージー」が被弾し前部の6インチ砲が破壊された。それから少ししてようやく着弾観測機との連絡が取れ、「セヴァーン」が「ケーニヒスベルク」に命中弾を与えた。しかし、着弾観測機がエンジンの故障で引き返さざるをえなくなったため、モニターも撤収した。7月11日、2隻のモニターはデルタ内に入り攻撃を行った。「マージー」は再び被弾し退却したが、「セヴァーン」が「ケーニヒスベルク」の破壊に成功した。
その後も東アフリカで活動し、1918年5月にアレクサンドリアに到着。休戦後は「マージー」と「セヴァーン」はガラツでオーストリア＝ハンガリー帝国に対する休戦監視にあたり、1919年5月9日に「マージー」はイギリスに戻った。
「マージー」は除籍後、1921年5月9日にT. W. ウォード社に売却され、同年9月30日に解体地着。

## 要目
- 排水量（竣工時）：1520トン（満載）、1155トン（軽荷）
- 全長：266フィート9インチ（81.31m）
- 全幅：49フィート0インチ（14.94m）
- 機関：ヤーロー混焼缶2基、ヴィッカース社製三段膨張式機関2基（1450指示馬力）、2軸
- 乗員：士官9名、下士官兵131名
- 兵装（竣工時）：6インチ砲2門（連装1基）、120㎜榴弾砲2門、3ポンド砲4門、7㎜機銃6挺
- 出典[3]